# 閩南神學院
閩南聖道專門學校位於廈門鼓浪嶼。後來改名爲閩南神學院。這是一間由閩南中華基督教會與英國倫敦會、長老會、美國歸正教會合辦的神學院。1952年并入南京金陵协和神学院。